# سيد إبراهيم السيد كامل
السيد إبراهيم السيد كامل السيد علي الرفاعي هو جد الكاتب والروائي المهندس عبد الوهاب السيد الرفاعي، ويعتبر السيد إبراهيم أحد المربيين الأفاضل الذين كان لهم دور كبير في تعليم آباءنا في كويت الخمسينات، فقد ولـد المربي الفاضل السيد إبراهيم في الكويت عـام 1922، ونشأ في أجواء دينية وأسرة يصفها المربي بقوله «أنها كانت تحظي باحترام الناس لانتمائها لآل البيت من ذرية الحسين بن علي،».رضي الله عنهم
بدأ السيد إبراهيم تعلمه منذ صباه الباكر في كتاب الملا علي أبو طالب الملا الكندري، في حي الشيوخ، حيث درس القرآن الكريم والكتابة والفرائض ثم تلقي العلم بعد ذلك على يد المربي الفاضل الشيخ عبد العزيز الجاركي وقرأ معه «متن الغاية والتقريب» لأبي شجاع، وهو في فقه الشافعية.
بعد أن أنتهي المربي الفاضل من دراسته ووجد نفسه أهلا للتدريس، افتتح مدرسة أهلية جعل مقرها بيت إبراهيم العدساني بجاب مسقف (أي سقيفة)الشيخ عبد الله الأحمد الصباح ـ بفريج الشيوخ، حيث كان يدرس طلابه القرآن الكريم ومسك الدفاتر وبعض المعلومات العامة.
تعلم لديه الكثير من أبناء الكويت، وكان من تلاميذه آنذاك الأساتذة والسادة الأفاضل: الشيخ إبراهيم حمود الجراح، وعبد العزيز الجراح والشيخ علي عبد الله جابر الصباح، وعبد الله إبراهيم العوضي وجاسم إبراهيم العوضي ومحمد أبو القاسم وعلي عبد الله أحمد الكندري ومحمد عباس الكندري وأحمد محمد أبو طالب، وعلي أحمد محمد أبو طالب وحسين عبد الله أبو طالب ومحمد حبيب بدر وأحمد نعمة الله وعبد الله نعمة الله وسيد حمدي قطان وسيد كامل سيد محمد قطان.
استمر المربي الفاضل في تأدية رسالته التربوية نحو ست سنوات قبل أن ينتقل إلي ميادين آخري للعمل، حيث عمل في الشرطة، ثم انتقل إلي وزارة الأشغال كما عمل فترة من حياته بناء في منطقة الظهر، وعمل كاتباً في مركب السيد أحمد جمال والد الأستاذ جمال الكندري عضو مجلس الأمة السابق ـ هذا إلي جانب عمله مأذوناً شرعياً.وقد كان المربي الفاضل يتسم بقوة الشخصية والتواضع وحب الناس والسعي إلي خدمتهم ومعاونتهم ولعل هذا إلى جانب ورعه وتقواه ما جعل المقربين يلتمسون الشفاء علي يديه بإذن الله طالبين منه الرقي بالقرآن الكريم.

## وفاته
انتقل السيد إبراهيم بن السيد كامل بن السيد علي إلى رحمة الله تعالي يوم السبت الموافق 4-7-1998 فجزاه الله خيراً عما قدم لوطنه الكويت من خدمات في مجال التربية والتعليم.